# Kefermarkt
Kefermarkt là một đô thị ở huyện Freistadt bang Oberösterreich, nước Áo. Đô thị này có diện tích 516 km², dân số thời điểm ngày 31 tháng 12 năm 2005 là 2095 người.